# Ampelgriff

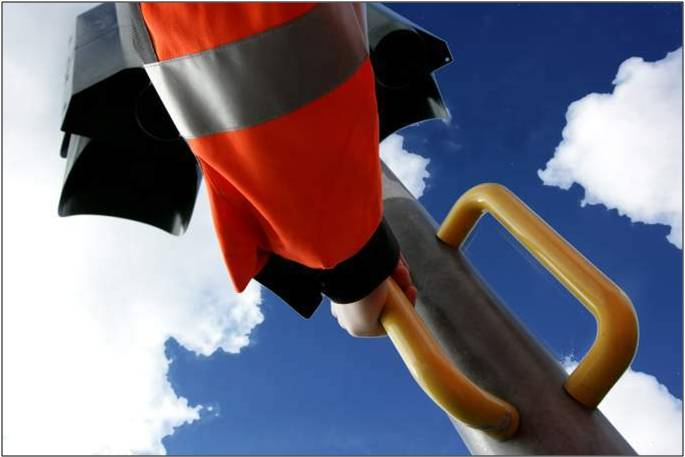
Marler Ampelgriff

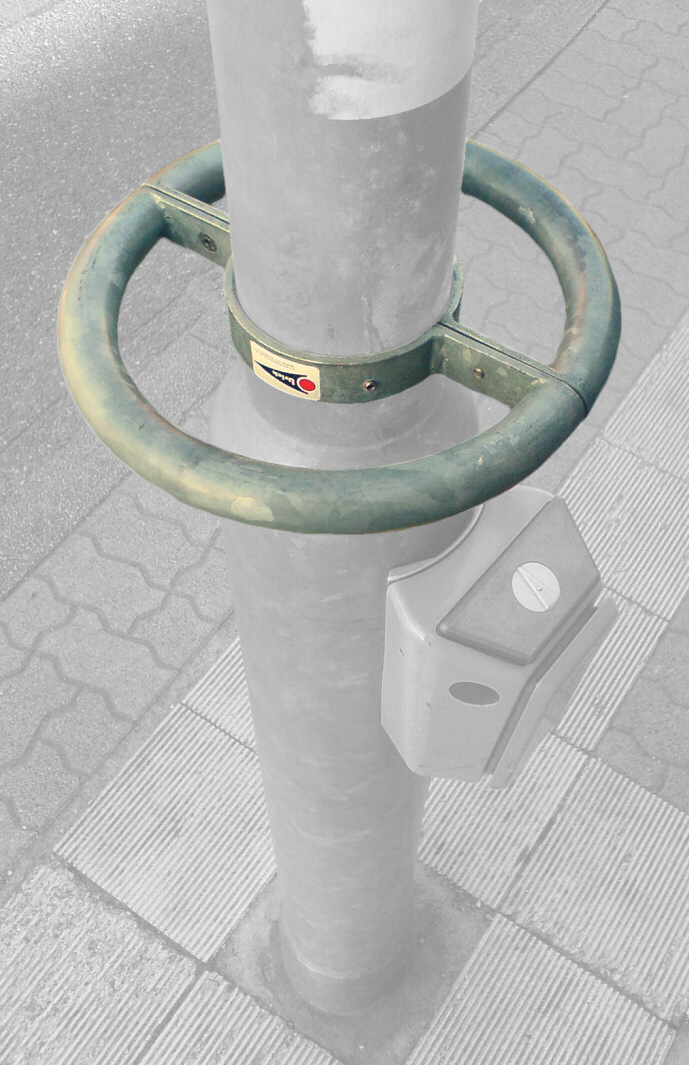
Umlaufender Ampelgriff
(Karlsruhe)

Als Ampelgriff wird ein Handgriff an einem Ampelmast bezeichnet, der in erster Linie für Radfahrer gedacht ist und diesen während der Rotphase eine komfortable Warteposition ermöglicht. Da der Radfahrer im Sattel sitzen bleibt, kann er bei Grün bequemer und schneller anfahren – der Strom von Radfahrern und Fußgängern wird entzerrt.

## Geschichte
Die Idee zum Ampelgriff in jüngerer Zeit ist auf den Verkehrsplaner Jürgen Göttsche aus Marl zurückzuführen. Mit Hilfe von Sponsoren wurden im Jahr 2000 in Marl und Wiesloch die ersten Ampelgriffe montiert. Mittlerweile wird der Ampelgriff in vielen Städten eingesetzt oder getestet. Die Kosten werden meistens von örtlichen Geschäften oder Vereinen übernommen. In Magdeburg wurden Ampelgriffe, die ein Fahrradladen sponsern wollte, von der Stadtverwaltung abgelehnt.

## Bauarten
Die ursprüngliche Bauart aus Marl ähnelt einem Türgriff und besteht aus einem senkrechten Handgriff aus gelbem Polyamid. Eine spätere Entwicklung besteht aus einem runden, den Mast umlaufenden Ring aus Stahl in ca. 120 cm Höhe, der von mehreren Radfahrern gleichzeitig benutzt werden kann.

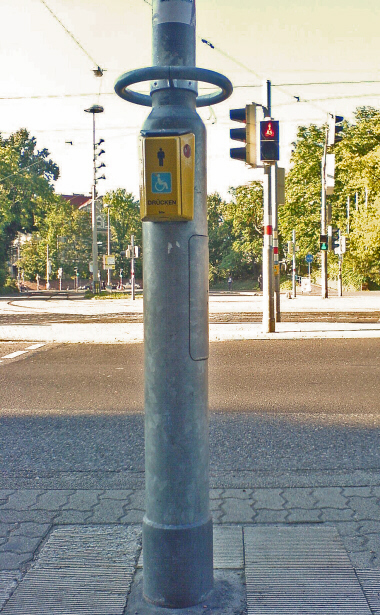
Umlaufender Ampelgriff (Karlsruhe)